# Parte inteira

Função chão

Função teto

Em matemática, a função piso, denotada por {\displaystyle \lfloor x\rfloor }, converte um número real {\displaystyle x} no maior número inteiro menor ou igual a {\displaystyle x}, enquanto a função teto, denotada por {\displaystyle \lceil x\rceil }, converte um número real {\displaystyle x} no menor número inteiro maior ou igual a {\displaystyle x}. As definições formais para essas função são
{\displaystyle \lfloor x\rfloor =\max \,\{m\in \mathbb {Z} \mid m\leq x\}},
{\displaystyle \lceil x\rceil =\min \,\{n\in \mathbb {Z} \mid n\geq x\}}.
O conceito de parte inteira ou valor inteiro de um número é definido de duas maneiras por diferentes autores. Para Graham et al., a parte inteira de {\displaystyle x} é o mesmo que {\displaystyle \lfloor x\rfloor }. Para Spanier e Oldham, a parte inteira de {\displaystyle x} é igual a {\displaystyle \lfloor x\rfloor } para {\displaystyle x} positivo e igual a {\displaystyle \lceil x\rceil } para {\displaystyle x} negativo. A segunda definição será representada neste artigo como {\displaystyle \mathrm {int} (x)}.
O mesmo acontece para parte fracionária ou valor fracionário. Para Graham et al., a parte fracionária de {\displaystyle x} é igual a {\displaystyle x-\lfloor x\rfloor }. Para Spanier e Oldham, a parte fracionária de {\displaystyle x} é igual a {\displaystyle x-\mathrm {int} (x)}. A segunda definição será representada neste artigo como {\displaystyle \mathrm {frac} (x)}.
Tanto os nomes floor e ceiling (piso e teto em inglês) como as notações {\displaystyle \lfloor x\rfloor } e {\displaystyle \lceil x\rceil } foram introduzidos por Kenneth E. Iverson em 1962.
A parte inteira de um número fracionário {\displaystyle x} ({\displaystyle x\not \in \mathbb {Z} }) é dada por:
{\displaystyle \lfloor x\rfloor =x-{\frac {1}{2}}-{\frac {arctan(tan(\pi (x-{\frac {1}{2}})))}{\pi }}}

## Propriedades da função piso
- Tem-se

{\displaystyle \lfloor x\rfloor \leq x<\lfloor x\rfloor +1}
com igualdade à esquerda se e só se x for inteiro.
- a função piso é idempotente: {\displaystyle \lfloor \lfloor x\rfloor \rfloor =\lfloor x\rfloor }.
- Para qualquer inteiro k e real x,

{\displaystyle \lfloor {k+x}\rfloor =k+\lfloor x\rfloor .}
- O habitual arredondamento de x ao inteiro mais próximo expressa-se como {\displaystyle \lfloor x+0,5\rfloor }.
- A função piso não é contínua, mas semi-contínua. É linear por troços e a sua derivada é zero onde existe, ou seja, em todos os não inteiros.
- Se x for um real e n um inteiro, então n ≤ x se e só se n ≤ piso(x). A função piso é parte de uma correspondência de Galois; é o adjunto superior da função que aplica os inteiros nos reais.
- Para os reais não inteiros, a função piso tem uma representação de série de Fourier

{\displaystyle \lfloor x\rfloor =x-{\frac {1}{2}}+{\frac {1}{\pi }}\sum _{k=1}^{\infty }{\frac {\sin(2\pi kx)}{k}}.}
- Se m e n são inteiros positivos coprimos, então

{\displaystyle \sum _{i=1}^{n-1}\lfloor im/n\rfloor =(m-1)(n-1)/2}
- O Teorema de Beatty mostra que qualquer número irracional positivo permite particionar os números naturais em duas sequências pela função piso.
- Para todo o inteiro k, o seu número de algarismos é dado por:

{\displaystyle \lfloor \log _{10}(k)\rfloor +1}
- É fácil ver que:

{\displaystyle \lceil x\rceil =-\lfloor -x\rfloor }
- e:

{\displaystyle x\leq \lceil x\rceil <x+1}
- É possível verificar que:

{\displaystyle \int {\lfloor x\rfloor }dx=\lfloor x\rfloor (x-{\frac {\lfloor x\rfloor }{2}}-{\frac {1}{2}})+C}